# Ціґерберґкопф
Ціґерберґкопф (нім. Zigerbergkopf) — гора в Ліхтенштейні, висотою — 2 051 м. Ця гора належить до гірського масиву Ретікон в Східних Альпах, поблизу австійсько-ліхтенштейнського пограниччя.
Гора розташована в східній частині Ліхтенштейну. На схід від столиці країни — Вадуца, в її підніжжі розкинулася комуна-община Бальцерс і її приавстрійський анклав.